# Auxanommatidia myrmecophila
Auxanommatidia myrmecophila är en tvåvingeart som beskrevs av Borgmeier 1971. Auxanommatidia myrmecophila ingår i släktet Auxanommatidia och familjen puckelflugor. Inga underarter finns listade i Catalogue of Life.